# Шемяков, Эдуард Васильевич
Эдуа́рд Васи́льевич Шемяко́в (род. 30 сентября 1975, село Игнатполь, Овручский район, Житомирская область, УССР, СССР) — российский серийный убийца, насильник и каннибал, совершивший в период с 1996 по 1998 год 10 убийств с особой жестокостью и 2 покушения на убийство в Санкт-Петербурге и Всеволожском районе Ленинградской области. Перед убийством всегда насиловал своих жертв, расчленял и обезглавливал тела, в одном случае занимался каннибализмом.

## Биография
Родился 30 сентября 1975 года в селе Игнатполь Житомирской области Украинской ССР. После школы был призван в армию, проходил срочную службу в пограничных войсках в посёлке Кувшинская Салма близ города Александровск, по другим данным — в Североморске. В армии подвергался издевательствам со стороны старослужащих. Поселившись в Санкт-Петербурге, работал охранником, увлекался компьютерной техникой. Шемяков часто страдал головными болями. В личной жизни Шемяков испытывал проблемы, не имел контактов с девушками. Проживал будущий серийный убийца совместно с родителями.
Посмотрев фильм «А зори здесь тихие», Шемяков по неизвестным причинам решил убивать женщин. Фильм, скорее всего, здесь абсолютно ни при чём, а имело место явление, называемое импринтингом. Всего Шемяков совершил 10 убийств: 5 — в Санкт-Петербурге и 5 — в Ленинградской области. Самой младшей жертве было 11 лет, старшей — 40 лет. В двух случаях нападения не закончились убийством. В первом случае Шемякова спугнул прохожий, а во втором он отпустил жертву добровольно и попросил её сообщить милиции его приметы, вероятно, понимая свою опасность. Маньяк был пойман после убийства подруги своей сестры. Мать Шемякова обнаружила в собственном холодильнике недоеденные куски человеческого мяса. Она вызвала милицию и по возвращении домой маньяк был задержан. Предупреждённый соседом о засаде в его квартире, Шемяков сказал, что ему уже всё равно и действительно направился прямо в руки милиционеров.
Эксперты обнаружили у Шемякова параноидную шизофрению (сам маньяк говорил, что убивать людей и топить их головы ему приказывали «глаза в воде»). В результате этого он был признан невменяемым и отправлен в 2002 году на принудительное лечение в Санкт-Петербургскую ПБСТИН. Родственники жертв неоднократно пытались обжаловать решение суда, но безрезультатно.